# Canon de perçage
 (novembre 2013).
Si vous disposez d'ouvrages ou d'articles de référence ou si vous connaissez des sites web de qualité traitant du thème abordé ici, merci de compléter l'article en donnant les références utiles à sa vérifiabilité et en les liant à la section « Notes et références ».
Un canon de perçage est un élément servant à guider un outil de coupe (par exemple un foret) durant une opération d'usinage (par exemple perçage ou lamage).
Dans sa forme la plus simple, le canon est un cylindre de révolution doté d'un trou traversant axial.
Le canon est inséré dans un trou pratiqué dans un gabarit de perçage.
L'outil de coupe est inséré dans le trou du canon.
Les canons de perçage sont réalisés dans un matériau dur, par exemple de l'acier trempé à 62 HRC.
Ceci permet de ralentir l'usure par l'outil de coupe qui tend à augmenter le diamètre intérieur du canon et, par voie de conséquence, dégrader la précision de l'usinage.

## Types
Les canons de perçage peuvent être fixes ou amovibles.
Les canons fixes sont conçus pour être insérés à force dans le gabarit.
Ils peuvent être cylindriques ou munis d'une petite collerette.
Les canons amovibles sont dotés d'une large collerette d'une forme particulière qui permet le maintien du canon dans le gabarit à l'aide de vis à épaulement spéciales.

## Normes
Parmi les normes internationales s'appliquant aux canons de perçage, on compte :
- ISO 4247/1 (DIN 172A) canons de perçage fixes avec collerette
- ISO 4247/2 (DIN 179A) canons de perçage fixes sans collerette
- ISO 4247/5 (DIN 173K, DIN 173L) canons de perçage amovibles et vis d'arrêt